# Gmina Ormož
Ormož – gmina we wschodniej Słowenii, niedaleko Mariboru. W 2002 roku liczyła 17 000 mieszkańców.

## Miejscowości
Miejscowości wchodzące w skład gminy Ormož:

- Bresnica
- Cerovec Stanka Vraza
- Cvetkovci
- Dobrava
- Dobrovščak
- Drakšl
- Frankovci
- Gomila pri Kogu
- Hajndl
- Hardek
- Hermanci
- Hujbar
- Hum pri Ormožu
- Ivanjkovci
- Jastrebci
- Kajžar
- Kog
- Krčevina
- Lačaves
- Lahonci
- Lešnica
- Lešniški Vrh
- Libanja
- Litmerk
- Loperšice
- Lunovec
- Mali Brebrovnik
- Mihalovci
- Mihovci pri Veliki Nedelji
- Miklavž pri Ormožu
- Ormož – siedziba gminy
- Osluševci
- Pavlovci
- Pavlovski Vrh
- Podgorci
- Preclava
- Pušenci
- Ritmerk
- Runeč
- Senešci
- Sodinci
- Spodnji Ključarovci
- Stanovno
- Strezetina
- Strjanci
- Strmec pri Ormožu
- Svetinje
- Šardinje
- Trgovišče
- Trstenik
- Veličane
- Velika Nedelja
- Veliki Brebrovnik
- Vičanci
- Vinski Vrh
- Vitan
- Vodranci
- Vuzmetinci
- Zasavci
- Žerovinci
- Žvab